# Essential Mixes (album của Kylie Minogue)
Essential Mixes là một album phối lại của ca sĩ nhạc pop người Úc Kylie Minogue. Album đã được phát hành vào ngày 20 tháng 9 năm 2010 và gồm những bản phối của những ca khúc trích từ hai album phòng thu của cô là Kylie Minogue và Impossible Princess.

## Danh sách ca khúc
| STT | Nhan đề                                                         | Thời lượng |
| --- | --------------------------------------------------------------- | ---------- |
| 1.  | "Confide in Me" (Phillip Damien Mix)                            | 6:26       |
| 2.  | "Put Yourself in My Place" (Driza-Bone Mix)                     | 4:49       |
| 3.  | "Where Is the Feeling?" (Felix Da Housekat Klubb Feelin Mix)    | 10:49      |
| 4.  | "Did It Again" (Trouser Enthusiasts' Goddess Of Contortion Mix) | 10:22      |
| 5.  | "Some Kind of Bliss" (Quivver Mix)                              | 8:39       |
| 6.  | "Breathe" (Sash! Club Mix)                                      | 5:22       |
| 7.  | "Too Far" (Brothers In Rhythm Mix)                              | 10:22      |
| 8.  | "Confide in Me" (Justin Warfield Mix)                           | 5:26       |
| 9.  | "Breathe" (TNT's Club Mix)                                      | 6:44       |